# Kim Kju-sik
Kim Kju-sik (korejsky 김규식, čínsky 金奎植; 28. února 1880 – 10. prosince 1950 Manpo) byl ministr zahraničí (1919), ministr školství (1920–1921) korejské prozatímní vlády a viceprezident korejské prozatímní vlády v letech 1940 až 1947. Jeho přezdívky byly Usa (우사) či Džukdžok (죽적).